# Seznam čeških generalov
Seznam čeških (oz. češkoslovaških) generalov.

## A
- Ján Ambruš (letalec)

## B
- Josef Bečvář
- Josef Bílý
- Miloslav Blahník
- Bohumil Boček

## Č
- Alexej Čepič-ka
- Jaroslav Čihák

## D
- Cyril Bruno Danda
- Šimon Drgáč
- Martin Dzúr (Slovak)

## E
- Alois Eliáš

## G
- Radola Gajda (Rudolf Geidl)

## I
- Sergej Ingr

## K
- Vladimír Kajdoš
- Karel Klapálek
- Václav Kratochvíl
- Ludvík Krejčí
- Karel Kutlvašr

## L
- Bohumír Lomský
- Vojtěch Luža

## M
- Josef Mašín
- Rudolf Medek
- František Mičánek
- František Moravec (1895–1966)
- Emanuel Moravec (kolaborant) (1891-1945)
- Václav Morávek

## N
- Jiří Nekvasil
- Bedřich Neumann
- Zdeněk Novák

## O
- Aleš Opata

## P
- Petr Pavel
- Karel Pezl
- Vlastimil Picek
- Heliodor Píka
- Lev Prchala
- Jaroslav Procházka

## R
- Karel Rusov
- Otakar Rytíř

## S
- Bruno Sklenovský
- Anton Slimák
- Ludvík Svoboda
- Jan Syrový

## Š
- Jiří Šedivý
- Jan Šejna
- Zdeněk Škarvada (pilot)
- Oldřich Španiel
- Milan Štefanik (Slovak)
- Pavel Štefka

## V
- Miroslav Vacek
- Milán Václavík (Slovak)
- Alois Vicherek
- Sergej Vojcechovský